# Carvalho Leal
Deoclides de Carvalho Leal (Urucará, 21 de fevereiro de 1905 — Rio de Janeiro, 5 de fevereiro de 1982), mais conhecido como Carvalho Leal, foi um médico e político brasileiro, outrora vice-governador do estado do Amazonas.

## Dados biográficos
Filho de Domingos Teófilo Carvalho Leal e Maria José Carvalho Leal. Médico formado em 1929 pela Universidade Federal do Rio de Janeiro, dirigiu o Departamento de Saúde Pública e a depois o Instituto de Identificação do Amazonas. Em 1937 participou da convenção que lançou a candidatura malograda de José Américo de Almeida à presidência da República como delegado do Partido Socialista do Amazonas, empreitada que caiu por terra em razão do Estado Novo. Sua estreia na vida política ocorreu em 1954 como candidato a suplente de senador pela UDN na chapa de Severiano Nunes, mas ambos foram derrotados.
Candidato a deputado federal via PSD em 1962, não se elegeu. Após ingressar na ARENA quando o Regime Militar de 1964 impôs o bipartidarismo através do Ato Institucional Número Dois, figurou como primeiro suplente de deputado federal em 1966 e chegou a exercer o mandato sob convocação. Em 1970 foi eleito vice-governador do Amazonas por via indireta na chapa de João Walter de Andrade.

## Morte
Carvalho Leal faleceu em 5 de fevereiro de 1982, as 11 horas e 45 minutos na rua Paula Freitas em Rio de Janeiro, vítima de enfarte agudo do miocárdio, insuficiência ventricular esquerda aguda e aterosclerose generalizada.